# Vandières (Marne)
Pour les articles homonymes, voir Vandières.
Vandières est une commune française, située dans le département de la Marne en région Grand Est. Elle fait partie du parc naturel régional de la Montagne de Reims.
Commune rurale hors attraction des villes, Vandières est membre de la communauté de communes des Paysages de la Champagne, à qui elle a transféré un certain nombre de compétences (notamment en matière d'eau et de déchets).
Au dernier recensement de 2022, la commune comptait 302 habitants. Son économie est particulièrement tournée vers la viticulture et le champagne.
Son patrimoine architectural comprend notamment son église Saint-Martin et ses anciennes maisons seigneuriales, dont le château de Vandières. Son patrimoine naturel comprend quant à lui la zone naturelle d'intérêt écologique, faunistique et floristique du bois de la Garenne Bouvelet.

## Géographie

### Localisation
Vandières se trouve à l'ouest du département de la Marne, en région Grand Est. La commune de Vandières s'étend sur une superficie de 1 320 hectares. Son territoire est délimité au sud par la Marne, au nord-ouest par la Brandouille et au nord par le ru de Vandières.
La commune appartient à la région agricole du Vignoble, sur le versant sud de la Montagne de Reims. 
Par la route, Vandières se situe à 53 km de Châlons-en-Champagne, préfecture de la Marne, à 37 km de Reims, plus grande ville du département, à 19 km d'Épernay, sa sous-préfecture, et à 9 km de Dormans, bureau centralisateur du canton de Dormans-Paysages de Champagne dont dépend Vandières depuis 2015. La commune fait en outre partie du bassin de vie de Dormans.
Vandières est limitrophe de 6 communes :
| Passy-Grigny | Anthenay  |                     |
|              | Vandières | Châtillon-sur-Marne |
| Verneuil     | Troissy   | Mareuil-le-Port     |

### Relief et paysages
Sur le territoire de Vandières, l'altitude varie de 63 à 236 mètres. Le plan local d'urbanisme distingue plusieurs paysages, épousant le relief.
Au nord-ouest, se trouvent les vallons de la Brandouille et du ru de Vandières au nord-ouest. Au nord et au nord-est, s'élève un plateau cultivé parfois ponctué de massifs boisés (bois du Lochet, bois de Nogent, bois de Tartarin, bois de la Trotte, etc.). C'est au nord-est, à proximité du bois de Châtillon, que se trouve le point culminant de la commune.
Le sud de la commune correspond à la plaine de la vallée de la Marne, agricole. Entre la vallée de la Marne et la plateau de la Montagne de Reims, les coteaux sont plantés de vignes et accueillent le village de Vandières.

### Hydrographie
La commune est dans la région hydrographique « la Seine de sa source au confluent de l'Oise (exclu) » au sein du bassin Seine-Normandie. Elle est drainée par la Marne, la dérivation de Vandières, la Brandouille, le fossé 02 des Petits Prés et le ru de Vandières,.
La Marne prend sa source sur le plateau de Langres, dans la commune de Saints-Geosmes (Haute-Marne) et se jette dans la Seine entre Charenton-le-Pont et Alfortville (Val-de-Marne) dans le quartier de Conflans-l'Archevêque.

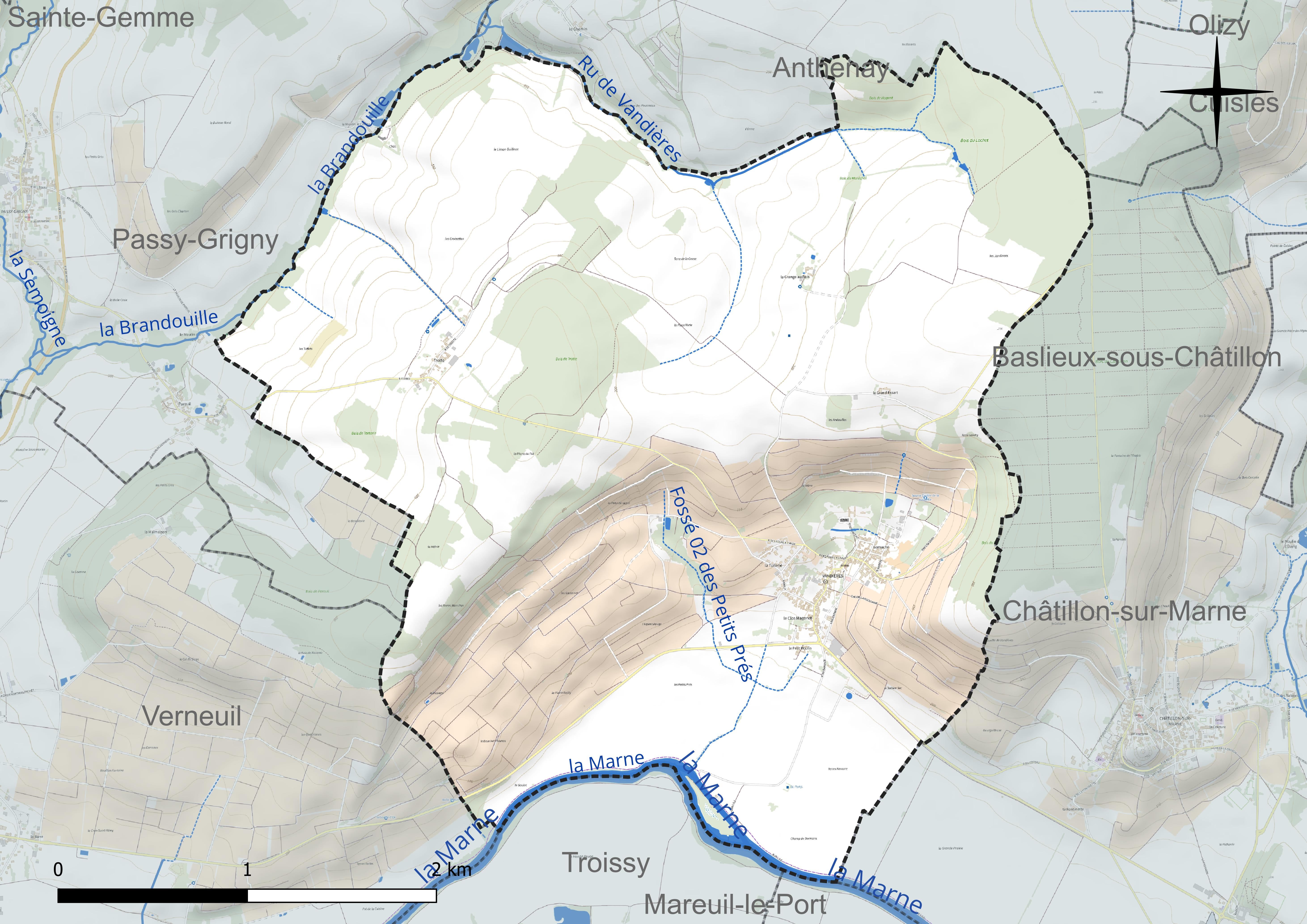
Réseau hydrographique de Vandières.

### Climat
Pour des articles plus généraux, voir Climat du Grand Est et Climat de la Marne.
En 2010, le climat de la commune est de type climat océanique dégradé des plaines du Centre et du Nord, selon une étude du Centre national de la recherche scientifique s'appuyant sur une série de données couvrant la période 1971-2000. En 2020, Météo-France publie une typologie des climats de la France métropolitaine dans laquelle la commune est exposée à un climat océanique altéré et est dans la région climatique  Nord-est du bassin Parisien, caractérisée par un ensoleillement médiocre, une pluviométrie moyenne régulièrement répartie au cours de l’année et un hiver froid (3 °C).
Pour la période 1971-2000, la température annuelle moyenne est de 10,7 °C, avec une amplitude thermique annuelle de 15,5 °C. Le cumul annuel moyen de précipitations est de 771 mm, avec 12,6 jours de précipitations en janvier et 8,6 jours en juillet. Pour la période 1991-2020, la température moyenne annuelle observée sur la station météorologique de Météo-France la plus proche, « Chambrecy-Civc », sur la commune de Chambrecy à 11 km à vol d'oiseau, est de 10,7 °C et le cumul annuel moyen de précipitations est de 734,0 mm. 
La température maximale relevée sur cette station est de 40,3 °C, atteinte le 25 juillet 2019 ; la température minimale est de −22,1 °C, atteinte le 17 janvier 1985,,.
Les paramètres climatiques de la commune ont été estimés pour le milieu du siècle (2041-2070) selon différents scénarios d'émission de gaz à effet de serre à partir des nouvelles projections climatiques de référence DRIAS-2020. Ils sont consultables sur un site dédié publié par Météo-France en novembre 2022.

### Milieux naturels et biodiversité
L'Inventaire national du patrimoine naturel (INPN) recense 351 espèces sur le territoire de la commune, dont 57 espèces protégées et 27 espèces menacées.
Vandières fait partie du parc naturel régional de la Montagne de Reims et compte une zone naturelle d'intérêt écologique, faunistique et floristique (ZNIEFF).
La ZNIEFF de type I du « bois de la Garenne Bouvelet à Vandières » surplombe un coteau viticole à l'ouest du village. Elle est constituée d'une hêtraie-frênaie calcicole, qui accueille quelques espèces végétales relativement rares dans le département comme l'iris fétide et la scille à deux feuilles. On y trouve la trace d'anciens glissements de terrains et des blocs de calcaire et meulière, colonisés par des fougères dont le polypode intermédiaire.

## Urbanisme

### Typologie
Au 1er janvier 2024, Vandières est catégorisée commune rurale à habitat dispersé, selon la nouvelle grille communale de densité à sept niveaux définie par l'Insee en 2022.
Elle est située hors unité urbaine et hors attraction des villes,.

### Occupation des sols
L'occupation des sols de la commune, telle qu'elle ressort de la base de données européenne d’occupation biophysique des sols Corine Land Cover (CLC), est marquée par l'importance des territoires agricoles (79 % en 2018), une proportion sensiblement équivalente à celle de 1990 (79,1 %). La répartition détaillée en 2018 est la suivante : terres arables (54,9 %), cultures permanentes (21 %), forêts (18,7 %), zones agricoles hétérogènes (3,1 %), zones urbanisées (2,3 %).
L'évolution de l’occupation des sols de la commune et de ses infrastructures peut être observée sur les différentes représentations cartographiques du territoire : la carte de Cassini (XVIIIe siècle), la carte d'état-major (1820-1866) et les cartes ou photos aériennes de l'IGN pour la période actuelle (1950 à aujourd'hui).

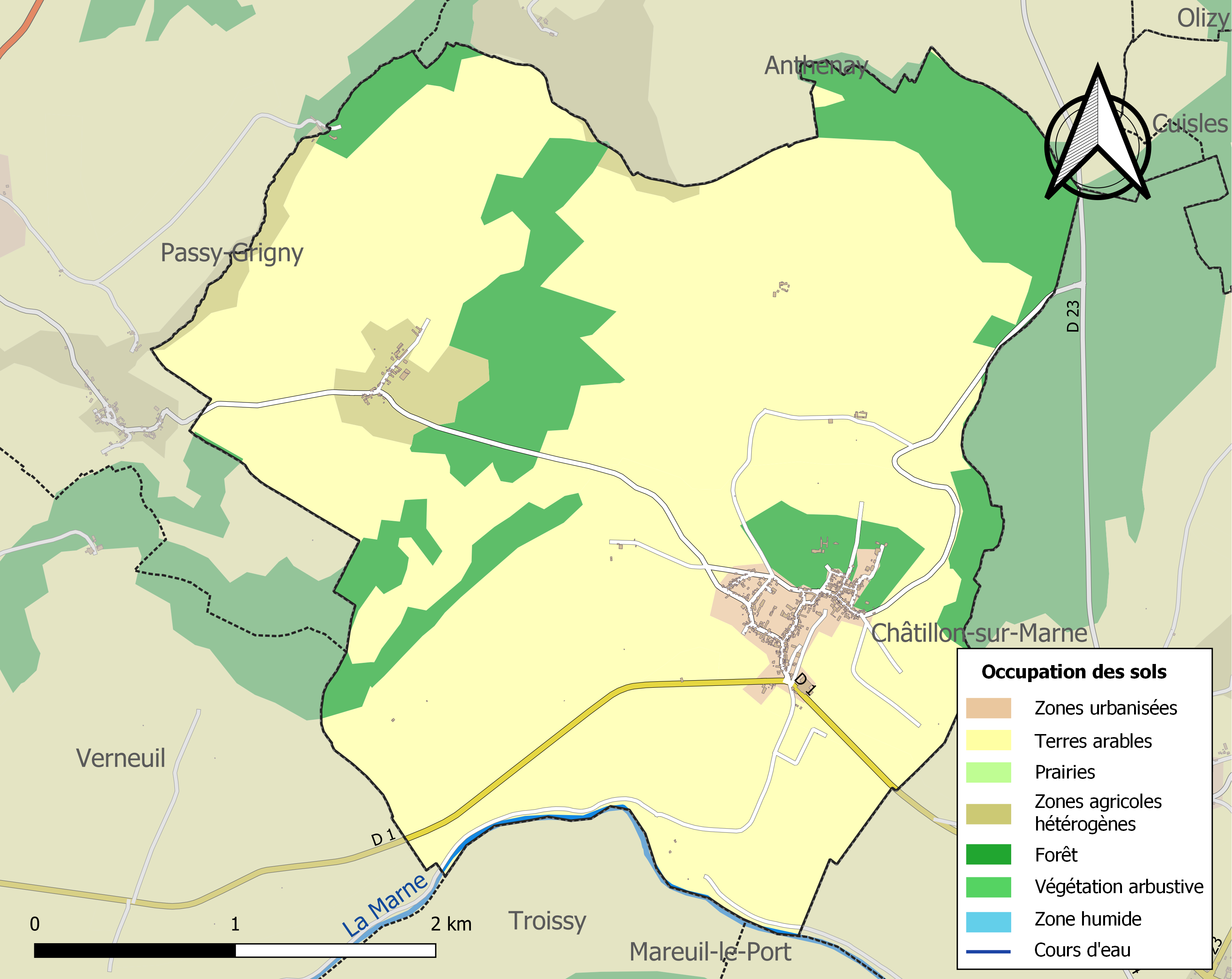
Carte des infrastructures et de l'occupation des sols de la commune en 2018 (CLC).

### Morphologie rurale, hameaux et écarts
Le village de Vandières est situé au sud-est de la commune, au début des coteaux de la Montagne de Reims. Le hameau de Trotte est situé au nord-ouest de la commune, sur le plateau dominant la vallée de la Brandouille. Le village et Trotte prennent historiquement la forme de villages-rue. Le village a une morphologie typique des villages viticoles de la région, avec un bâti dense et des rues étroites et sinueuses.
Le hameau de la Tuilerie, fondé au XIXe siècle autour d'une tuilerie, a récemment été intégré au village par l'urbanisation,. Sur les marges du village, on peut également citer Gamache au nord-est, le Clos Magonet au sud-ouest et le Petit Moulin au sud.
Outre le village de Vandières et le hameau de Trotte, la commune compte trois fermes isolées : la Grange aux Bois et le Grand Essard au nord-est sur le plateau et le Moulin le Comte au nord-ouest sur la Brandouille,.

### Planification
Les règles d'urbanisme sur le territoire de Vandières sont déterminées par le schéma de cohérence territoriale d'Épernay et sa Région (SCoTER) approuvé le 5 décembre 2018 et par le plan local d'urbanisme (PLU) de la commune adopté le 5 juillet 2005.

### Habitat et logement
En 2021, Vandières compte 171 logements. Ces logements sont à 98 % des maisons ; la commune ne comptant que 3 appartements. En raison de la prévalence des maisons, les résidences principales de Vandières disposent en moyenne de 5,5 pièces.
Le tableau ci-dessous présente une comparaison de quelques indicateurs chiffrés du logement pour Vandières, la communauté de communes des Paysages de la Champagne (CCPC), le département de la Marne et la France entière :
|                                                            | Vandières | CCPC   | Marne   | France     |
| ---------------------------------------------------------- | --------- | ------ | ------- | ---------- |
| Ensemble des logements                                     | 171       | 11 470 | 300 919 | 37 155 918 |
| Part des résidences principales (en %)                     | 72,9      | 80,9   | 87,5    | 82,2       |
| Part des résidences secondaires (en %)                     | 5,2       | 5,8    | 3,4     | 9,7        |
| Part des logements vacants (en %)                          | 22,0      | 13,4   | 9,1     | 8,1        |
| Part des propriétaires de leur résidence principale (en %) | 80,2      | 76,4   | 52,2    | 57,5       |

À Vandières, en 2021, 72,9 % des logements sont des résidences principales, 5,2 % des résidences secondaires et 22 % des logements vacants. Par ailleurs, 80,2 % des ménages sont propriétaires de leur résidence principale. Vandières se démarque alors par un nombre supérieur à la moyenne de logements vacants et de ménages propriétaires de leur résidence principale.
Parmi les 125 résidences principales construites avant 2019, 24,6 % avaient été construites avant 1919, 19,8 % entre 1919 et 1945, 17,5 % entre 1946 et 1970, 25,3 % entre 1971 et 1990, 7,2 % entre 1991 et 2005 et 5,5 % entre 2006 et 2018.
Le tableau ci-dessous présente l'évolution du nombre de logements sur le territoire de la commune, par catégorie, depuis 1968 :
|                        | 1968 | 1975 | 1982 | 1990 | 1999 | 2010 | 2015 | 2021 |
| ---------------------- | ---- | ---- | ---- | ---- | ---- | ---- | ---- | ---- |
| Résidences principales | 133  | 138  | 127  | 132  | 133  | 143  | 136  | 125  |
| Résidences secondaires | 14   | 19   | 22   | 21   | 31   | 8    | 8    | 9    |
| Logements vacants      | 17   | 19   | 11   | 8    | 19   | 39   | 43   | 38   |
| Total                  | 164  | 176  | 160  | 161  | 183  | 190  | 187  | 171  |

### Voies de communication et transports

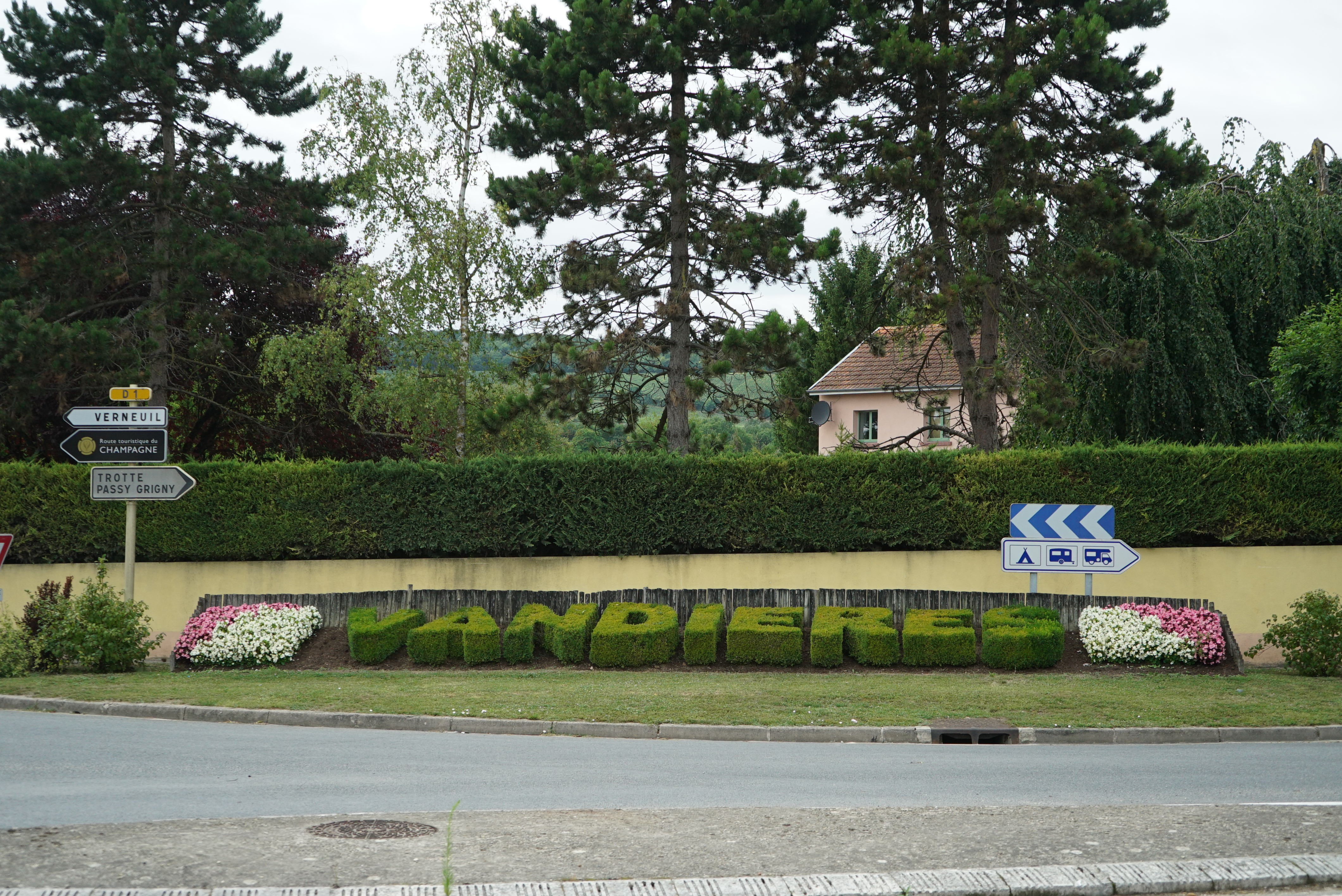
L'entrée du village de Vandières, sur la route départementale 1.

Le principal axe routier de la commune est la route départementale 1 qui suit la vallée de la Marne entre Vincelles vers l'ouest et Saint-Martin-sur-le-Pré (au nord de Châlons-en-Champagne) vers l'est,. Les autres routes sont des voies communales.
La gare de chemin de fer la plus proche est la gare de Dormans.

### Risques naturels et technologiques
Le territoire de Vandières est vulnérable à différents risques naturels et technologiques. La commune est dans l'obligation d'élaborer et publier un document d'information communal sur les risques majeurs ainsi qu'un plan communal de sauvegarde.
La commune est concernée par les risques de mouvements de terrain. Vandières est comprise dans le périmètre du plan de prévention des risques « glissement de terrain de la Côte d'Ile-de-France - secteur de la vallée de la Marne tranche 3 » approuvé en 2014.
Vandières est également concernée par le risque d'inondation, y compris par remontée de nappe. La commune est incluse dans le périmètre du plan des surfaces submersibles du secteur d'Épernay de 1976 et dans le PPR « inondations par débordement de la Marne sur le secteur d'Épernay » de 2017.
La commune a fait l'objet de plusieurs arrêtés reconnaissant l'état de catastrophe naturelle pour des inondations et/ou coulées de boue (en 1993, 1999 et 2006).
Vandières est affectée par le phénomène de retrait-gonflement des argiles (risque fort). Le risque sismique est très faible sur son territoire. De même, le potentiel radon de la commune est faible.
Vandières compte par ailleurs un site industriel potentiellement concerné par la pollution des sols,.

## Toponymie
Le nom de la localité est attesté sous les formes Vendera sita super fluvium Matronam (vers 948) ; Vanderiæ (1146) ; Venderia (vers 1160) ; Villa que dicitur Venderie, que est prope Castellionem (1198) ; Vanderres, Vandierres, Venderes (vers 1222) ; Venderiæ (1241) ; Vuanderiæ (vers 1260) ; Venderiæ juxta Castellionem (1264) ; Vendieres-soubz-Chastillon (1344) ; Venderz (1398) ; Vendierez soubz Chastillon (1399) ; Vendières-sur-Marne (1725).
Ce toponyme pourrait être mixte, constituée de la racine gauloise vendo-/vindo « blanc » et « saint » suivi d'un suffixe à priori latin -aria. *vendaria serait alors le « lieu blanc » ou le « lieu saint », lieu défriché dans les bois qui apparait donc clair. Cette situation peut s'expliquer par l'importance très grande du mot vindos en gaulois qui est surreprésenté en toponymie. Selon d'autres sources, son nom viendrait de vinum dare (donner du vin) ou de vindemiare (vendanger). 
Le hameau de Trotte est quant à lui attesté sous les formes Traultes (1602), Trotte (1618) et Traute (1619).

## Histoire

### Antiquité
En 1968, une cavité sous roche a été découverte, au lieu-dit La Itame qui a été habitée et aménagée. Elle semble proche de celles néolithiques de la Ferme de Mizy et de l'abri de Venteuil.

### Moyen Âge
Le premier seigneur connu serait Raoul Plonquet qui aurait reçu, en 1198 de Thibaut III de Champagne Vandières et le bois Lieu-Martin avec les dépendances.
Au XIVe siècle sont citées les familles Cauchon, Condé et Lescot comme seigneurs de Vandières : Jacques Cauchon qui épousait Elisabeth Lescot, Guillaume de Condé qui épousait Marguerite Lescot vers 1430. Thomas de Condé en 1595.

### Vandières auXIXesiècle
Il y avait au village un hôtel-dieu qui avait donné son nom à une rue ainsi que deux moulins banaux, l'un sous le château et qui a été détruit en 1847 et l'autre, en bas du village, dans la rue qui porte son nom. Il y avait aussi une tuilerie, dans la rue du Four-à-Chaux, qui regroupait quatorze maisons autour de lui. Une nouvelle tuilerie fut construite et ensuite exploitée par M. Nowak à partir de 1850.
En 1830, fut instauré une compagnie de pompiers. Dans les premiers temps, c'est la pompe de M. Desrousseaux qui est utilisée, puis sur l'organisation du préfet Bourgeois de Jessaint le bureau central des incendiés fit don d'une pompe et de cent sceaux, en 1839. Ils étaient logés à l'entrée du presbytère. Le premier capitaine de pompier fut le notaire, entre 1830 et 1934, suivi de M. Gobin jusqu'en 1940, M. Leblanc-Hannotin jusqu'en 1851.

### Première Guerre mondiale
Le 15 juillet 1918, débute la grande offensive allemande, la friedensturm. À Vandières, les forces allemandes arrivent par le hameau de Trotte et atteignent le village où se trouve le 317e régiment d'infanterie. Aidé par des avions (les « Messies de Vandières ») qui larguent munitions et vivres dans cette zone de combat, le 317e régiment résiste pendant 13 heures au château de Vandières. Décimé, il est dissout trois jours plus tard. La résistance de ce régiment permet toutefois de ralentir l'avancée allemande. Le 18 juillet, les Allemands reculent sous l'effet de la contre-offensive alliée ; c'est le début de la débâcle qui conduit à l'armistice quatre mois plus tard.
La commune est décorée de la croix de guerre 1914-1918 le 30 mai 1921.

## Politique et administration

### Rattachements administratifs et électoraux

#### Rattachements administratifs
La commune se trouve dans l'arrondissement d'Épernay au sein du département de la Marne et de la région Grand Est. Avant le 31 mars 2017, Vandières appartenait à l'arrondissement de Reims.
Elle faisait partie depuis 1793 du canton de Châtillon-sur-Marne. Dans le cadre du redécoupage cantonal de 2014 en France, cette circonscription administrative territoriale a disparu, et le canton n'est plus qu'une circonscription électorale.

#### Rattachements électoraux
Pour les élections départementales, la commune fait partie depuis 2014 du canton de Dormans-Paysages de Champagne.
Pour l'élection des députés, elle fait partie de la deuxième circonscription de la Marne.

### Intercommunalité
Vandières était membre de la communauté de communes du Châtillonnais, un établissement public de coopération intercommunale (EPCI) à fiscalité propre créé en 1995 et auquel la commune avait transféré un certain nombre de ses compétences, dans les conditions déterminées par le Code général des collectivités territoriales. Conformément aux prévisions du schéma départemental de coopération intercommunale (SDCI) de la Marne de 2011, la communauté de communes fusionne le 1er janvier 2014 avec la communauté de communes Ardre et Tardenois.
Dans le cadre des dispositions de la loi portant nouvelle organisation territoriale de la République du 7 août 2015, qui prévoit que les établissements publics de coopération intercommunale (EPCI) à fiscalité propre doivent avoir un minimum de 15 000 habitants, 8 communes de la nouvelle communauté de communes Ardre et Châtillonnais — dont Vandières — rejoignent la communauté de communes des Paysages de la Champagne au 1er janvier 2017.
Vandières est par ailleurs membre de plusieurs EPCI sans fiscalité propre : le SIVU du Châtillonnais, le SIVU scolaire de Mareuil-le-Port et le syndicat mixte de réalisation et de gestion du parc naturel régional de la Montagne de Reims.

### Liste des maires
| Période                                  | Période          | Identité                                | Étiquette | Qualité                         |
| ---------------------------------------- | ---------------- | --------------------------------------- | --------- | ------------------------------- |
| en janvier 1790                          |                  | Jacques Larangot                        |           | syndic                          |
|                                          |                  | Louis Elenore Guérin                    |           | curé                            |
| mars 1792                                |                  | Louis Jarot                             |           |                                 |
| novembre 1792                            |                  | François Drouin le jeune                |           |                                 |
| 30 juin 1795                             |                  | Louis Jarot                             |           |                                 |
| 1800                                     |                  | Guérin                                  |           |                                 |
| 1804                                     |                  | Sauville de la presle                   |           |                                 |
| 1816                                     |                  | Gobin                                   |           |                                 |
| 1826                                     |                  | Théodore Brugnon                        |           |                                 |
| 1831                                     |                  | Toussaint Douchy                        |           |                                 |
| 1840                                     |                  | Desrousseaux père                       |           |                                 |
| 1857                                     | 28 décembre 1869 | Legras                                  |           |                                 |
| 1870                                     | 1887             | Edouard Derousseaux                     |           |                                 |
| Les données manquantes sont à compléter. |                  |                                         |           |                                 |
| 2000                                     | 2016             | Jean-François Desrousseaux de Vandières |           | Réélu pour le mandat 2014-2020, |
| 2016                                     | En cours         | Odile LEMAIRE                           |           |                                 |

### Jumelages
Au 1er janvier 2023, Vandières n'est jumelée avec aucune ville.

## Équipements et services publics

### Eau et déchets
L'approvisionnement en eau potable et l'assainissement des eaux usées sont des compétences de la communauté de communes des Paysages de la Champagne. La commune de Vandières est alimentée en eau potable par le captage de Châtillon-sur-Marne. La production et la distribution d'eau potable font l'objet d'une délégation de service public confiée à Suez jusqu'en 2029. L'assainissement y est non collectif et assuré en régie par la communauté de communes.
La communauté de communes est également compétente en matière de déchets. La collecte des ordures ménagères résiduelles et des déchets recyclables est réalisée en porte à porte. La communauté de commune adhérant au syndicat de valorisation des ordures ménagères de la Marne (SYVALOM), ces déchets sont amenés au centre de transfert départemental de Pierry puis valorisés sur le site de La Veuve. La collecte du verre et des textiles se fait en apport volontaire. La communauté de communes met par ailleurs six déchèteries à disposition de ses habitants, accessibles après création d'une carte d'accès : à Châtillon-sur-Marne, Damery-Venteuil, Fèrebrianges, Mareuil-le-Port, Montmort-Lucy et Trélou-sur-Marne.

### Enseignement
Vandières fait partie de l'académie de Reims.
Les enfants de Vandières sont accueillis au sein des écoles de Châtillon-sur-Marne, dans une école maternelle de 34 élèves, installée rue du Contour, et une école élémentaire de 35 élèves, installée rue Fontaine Corbillon (chiffres 2024-2025).
Les jeunes de Vandières sont ensuite rattachés au collège Professeur Nicaise de Mareuil-le-Port et au lycée Stéphane-Hessel d'Épernay.

### Postes et télécommunications
Plusieurs boîtes aux lettres de La Poste se trouvent sur le territoire de la commune : rue Bailly, rue de Châtillon, rue Principale et rue Saint-Antoine.
Le bureau de poste le plus proche est l'agence communale de Châtillon-sur-Marne, à environ 2 km de Vandières.

### Justice, sécurité et secours
Du point de vue judiciaire, Vandières relève du conseil de prud'hommes, du tribunal de commerce, du tribunal judiciaire, du tribunal paritaire des baux ruraux et du tribunal pour enfants de Reims, dans le ressort de la cour d'appel de Reims. Pour le contentieux administratif, la commune dépend du tribunal administratif de Châlons-en-Champagne et de la cour administrative d'appel de Nancy.
Vandières est située en secteur Gendarmerie nationale et dépend de la brigade de Châtillon-sur-Marne.
En matière d'incendie et de secours, le centre d'incendie et de secours le plus proche est celui de Dormans, dépendant du Service départemental d'incendie et de secours (SDIS) de la Marne. La commune est rattachée à l'unité opérationnelle de secours à la personne et opérations diverses de Mareuil-le-Port qui compte 7 sapeurs-pompiers volontaires intercommunaux suppléant les pompiers professionnels du SDIS.

## Population et société

### Démographie
L'évolution du nombre d'habitants est connue à travers les recensements de la population effectués dans la commune depuis 1793. Pour les communes de moins de 10 000 habitants, une enquête de recensement portant sur toute la population est réalisée tous les cinq ans, les populations de référence des années intermédiaires étant quant à elles estimées par interpolation ou extrapolation. Pour la commune, le premier recensement exhaustif entrant dans le cadre du nouveau dispositif a été réalisé en 2004.

En 2022, la commune comptait 302 habitants, en évolution de −3,21 % par rapport à 2016 (Marne : −1,19 %, France hors Mayotte : +2,11 %).
| 1793 | 1800 | 1806 | 1821 | 1831 | 1836 | 1841 | 1846 | 1851 |
| ---- | ---- | ---- | ---- | ---- | ---- | ---- | ---- | ---- |
| 464  | 526  | 533  | 585  | 630  | 658  | 653  | 648  | 652  |

| 1856 | 1861 | 1866 | 1872 | 1876 | 1881 | 1886 | 1891 | 1896 |
| ---- | ---- | ---- | ---- | ---- | ---- | ---- | ---- | ---- |
| 641  | 602  | 590  | 565  | 584  | 571  | 597  | 604  | 585  |

| 1901 | 1906 | 1911 | 1921 | 1926 | 1931 | 1936 | 1946 | 1954 |
| ---- | ---- | ---- | ---- | ---- | ---- | ---- | ---- | ---- |
| 610  | 572  | 532  | 533  | 493  | 487  | 477  | 423  | 403  |

| 1962 | 1968 | 1975 | 1982 | 1990 | 1999 | 2004 | 2006 | 2009 |
| ---- | ---- | ---- | ---- | ---- | ---- | ---- | ---- | ---- |
| 372  | 375  | 331  | 329  | 340  | 321  | 328  | 338  | 330  |

| 2014 | 2019 | 2022 | - | - | - | - | - | - |
| ---- | ---- | ---- | - | - | - | - | - | - |
| 319  | 298  | 302  | - | - | - | - | - | - |

### Sports, loisirs et vie associative

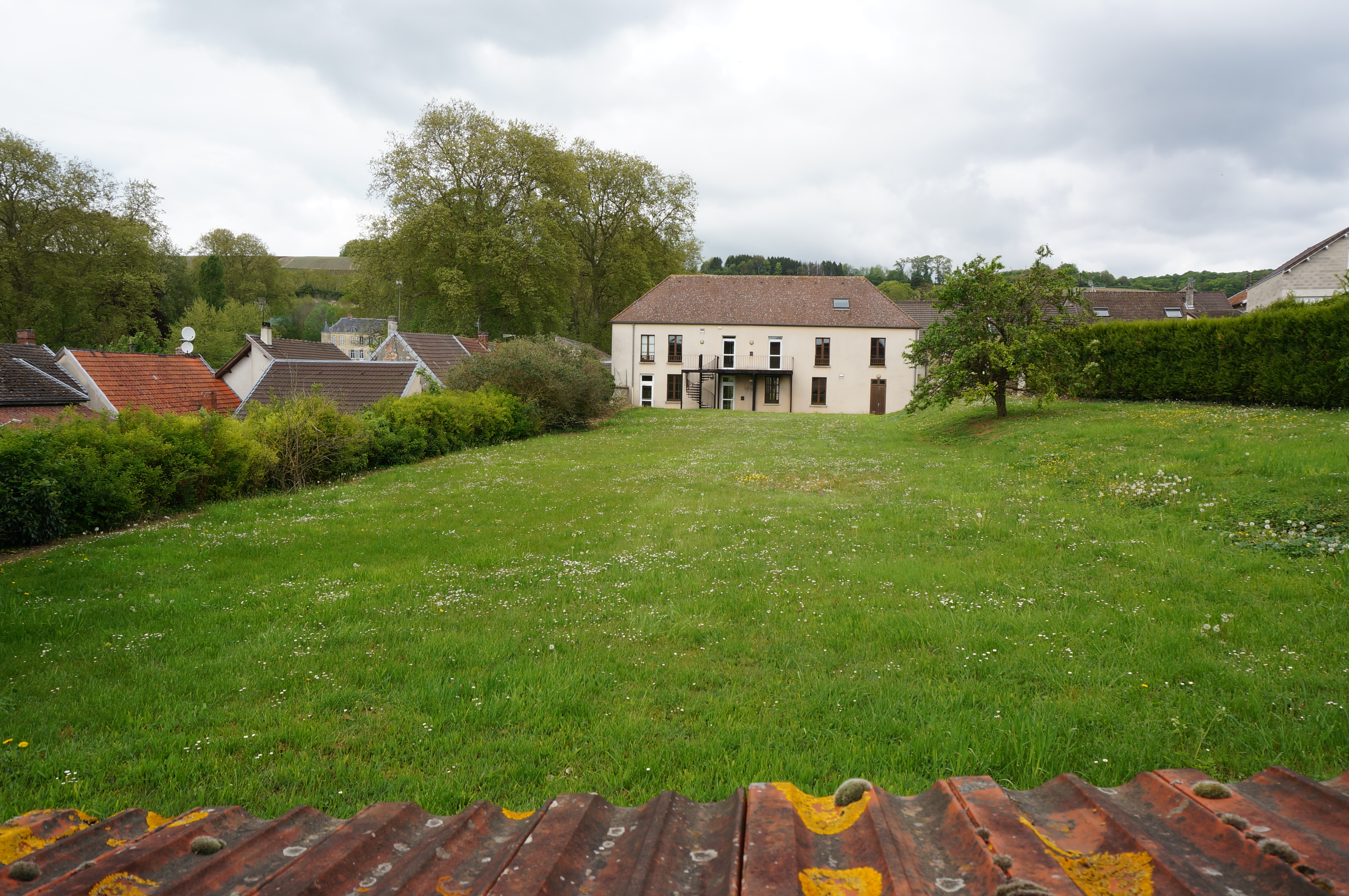
La salle municipale de Vandières.

Vandières est équipée d'une salle des fêtes et d'une maison des jeunes. Cependant, aucun équipement sportif n'est mentionné dans son plan local d'urbanisme.
En 2005, Vandières compte quatre associations : l'association de chasse, le comité des fêtes, la confrérie de Saint-Vincent et le club du 3e âge Soleil d'Automne.

### Cultes
Pour le culte catholique, l'église Saint-Martin de Vandières dépend de la paroisse Urbain II, au sein du diocèse de Reims.

### Médias
La presse écrite régionale comprend le quotidien L'Union et l'hebdomadaire L'Hebdo du vendredi.
Parmi les stations de radio locales, il est possible de citer Ici Champagne-Ardenne et Champagne FM.

## Économie

### Revenus de la population et fiscalité
En 2021, la commune compte 121 ménages fiscaux, regroupant 295 personnes.
Le revenu disponible par unité de consommation est alors de 26 150 €, supérieur à celui de la communauté de communes des Paysages de la Champagne (24 050 €), du département de la Marne (22 830 €) et de la France métropolitaine (23 080 €).
Pour des raisons de secret statistique, le taux de pauvreté à Vandières n'est pas communiqué par l'Insee.

### Emploi
Vandières appartient à la zone d'emploi d'Épernay.
En 2021, le taux d'activité des 15-64 ans est de 80,4 %, supérieur à celui de la communauté de communes (79,7 %), du département (74 %) et de la France métropolitaine (74,9 %). Pour cette même catégorie de population, le taux de chômage est de 5,9 % contre 8 % pour la communauté de communes, 12,1 % pour la Marne et 11,7 % pour la France métropolitaine.
En 2021, Vandières compte 33 emplois, dont 54,2 % de salariés et 45,8 % de non-salariés. Avec 146 actifs y résidant, la commune a alors un indicateur de concentration d'emploi de 88. Dans les faits, 43,8 % des actifs résidant à Vandières y travaillent tandis que 56,2 % travaillent dans une autre commune.

### Entreprises et commerces

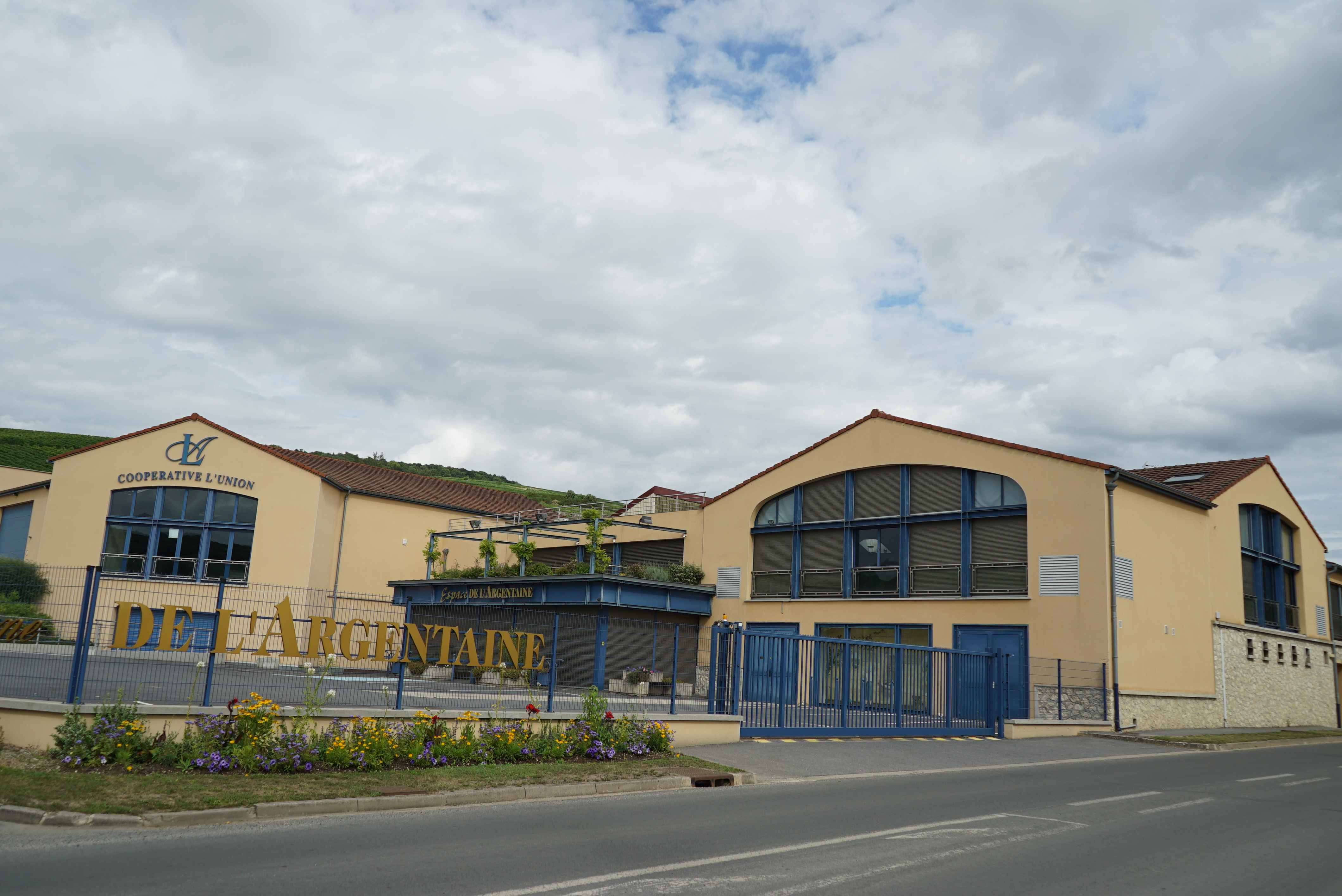
La coopérative viticole de Vandières.

En 2022, la commune compte 18 établissements économiquement actifs (hors agriculture).
En 2005, Vandières compte pour seul commerce une boulangerie-pâtisserie. Ses habitants se déplacent généralement à Châtillon-sur-Marne ou Dormans pour accéder à leurs commerces ou services.

### Agriculture et viticulture
En 2020, Vandières compte 68 exploitations agricoles, pour une surface agricole utilisée de 634 hectares et 120 emplois à temps plein.
Selon l'Agreste, la production agricole de la commune est spécialisée dans la viticulture. Vandières fait en effet partie des appellations d'origine contrôlée « champagne » et « coteaux-champenois ». La commune compte de nombreux propriétaires-récoltants et une coopérative créée en 1956 (L'Union, dont le champagne est commercialisé sous le nom « l'Argentaine »).
Un acte de 1672 prouve que les vignerons cultivaient sur des terres seigneuriales et devaient un droit banal sur cette culture et sur l'usage, obligatoire, du pressoir banal. En 1797, la culture de la vigne se faisait 100 arpents puis passait à 119 arpents en 1800, sur 97 hectares et 4 ares en 1832 (soit 190 arpents) et en 1877 sur 128 hectares[réf. nécessaire].
Géographiquement, l'activité viticole (essentiellement du pinot meunier) se concentre sur les coteaux tandis que la vallée et le plateau sont occupés par des cultures céréalières.

## Culture locale et patrimoine

### Lieux et monuments
L'un des principaux monuments de la commune est l'église Saint-Martin de Vandières. Elle est construite au XIe siècle dans une architecture romane, avec un clocher imposant. Son porche date du XIIe siècle. L'un des rares porches couverts de la région, il est restauré au XIXe siècle. Son chœur date du XIIIe siècle et sa chapelle du XIVe siècle. À l'intérieur, se trouvent des carreaux vernissés du XVIe siècle classés depuis 1908 monument historique au titre objet. L'église accueille également des bancs en bois du XVIIIe siècle, autrefois affermés aux familles locales.

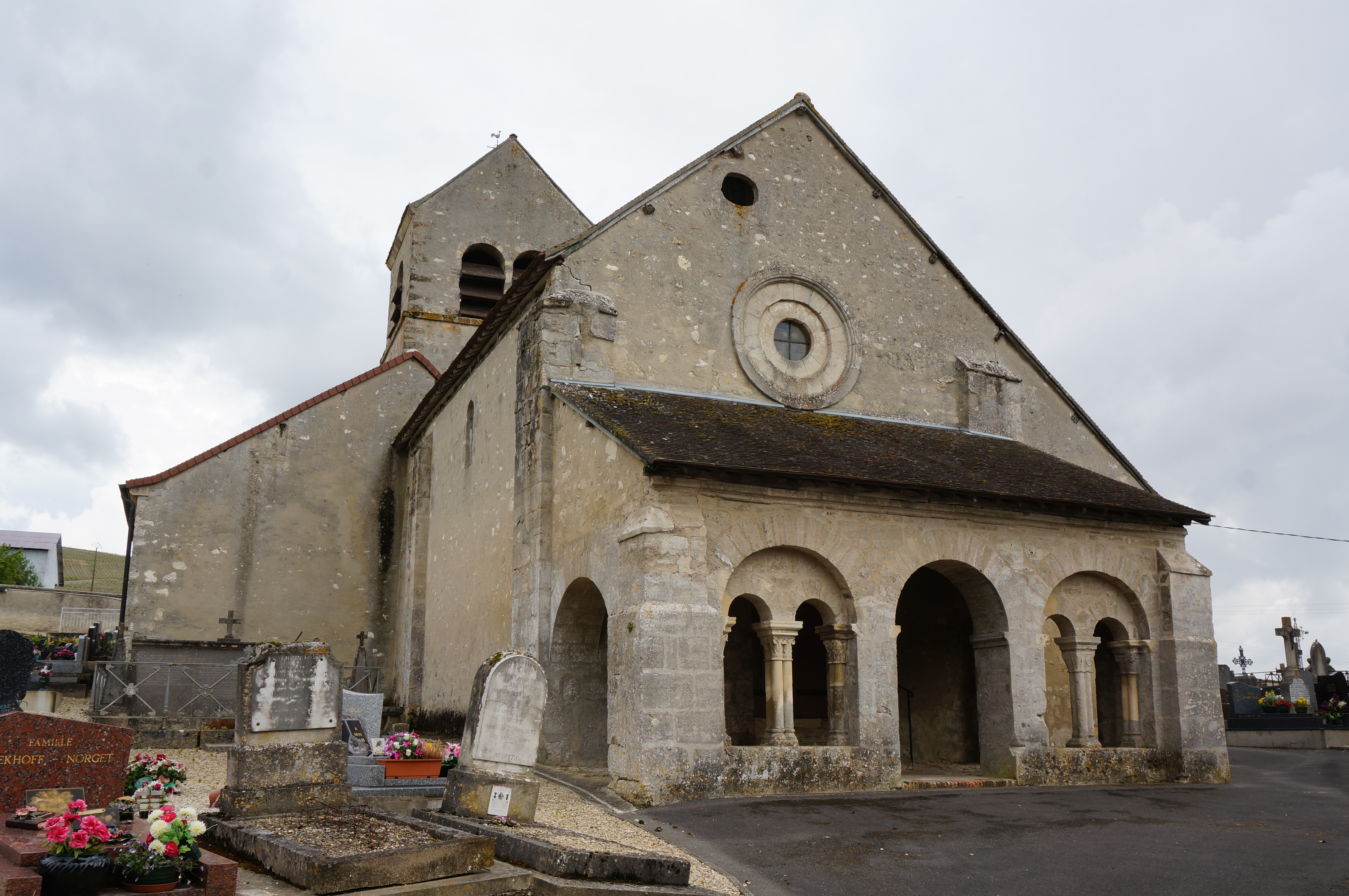
L'église et son porche.
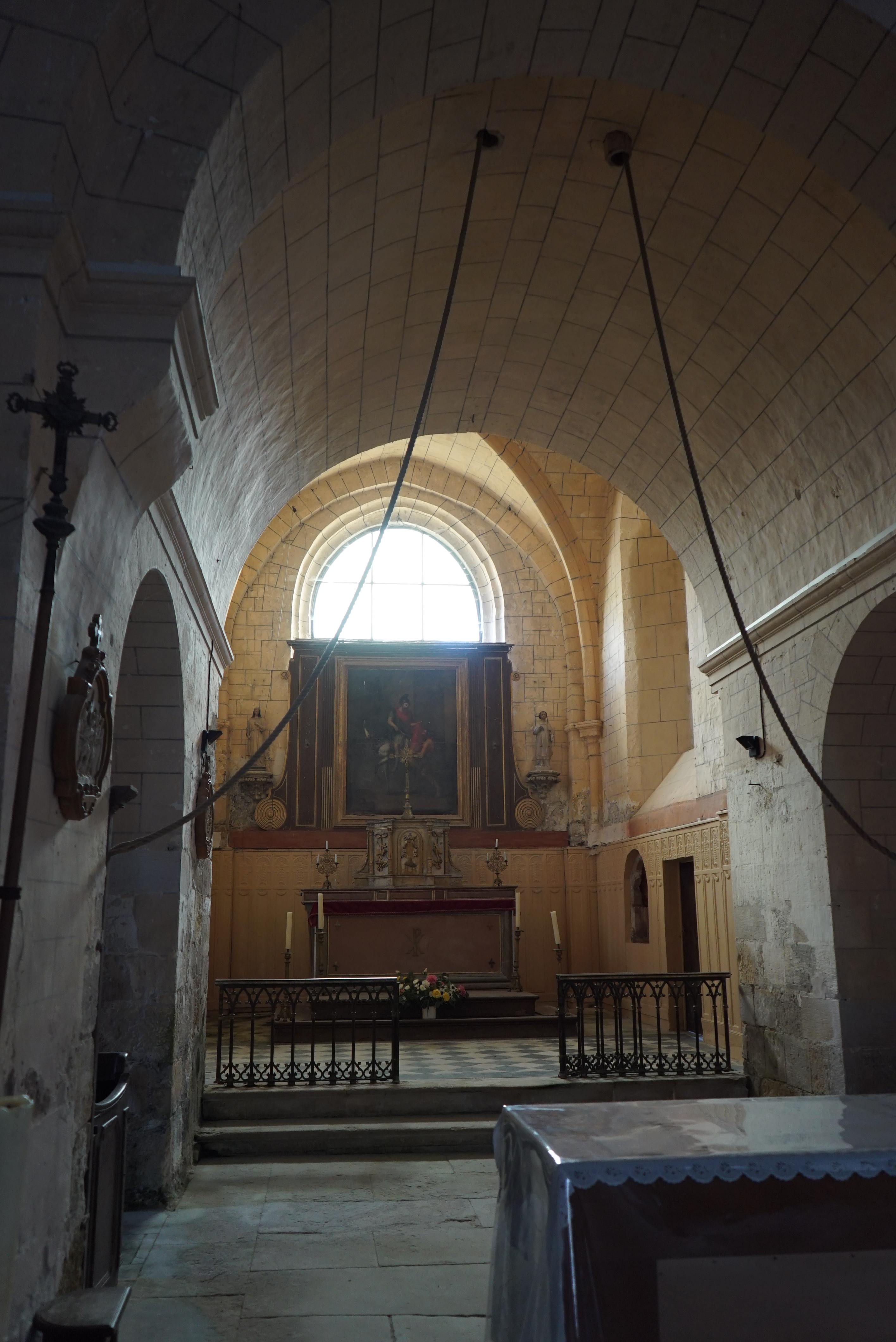
Le chœur.
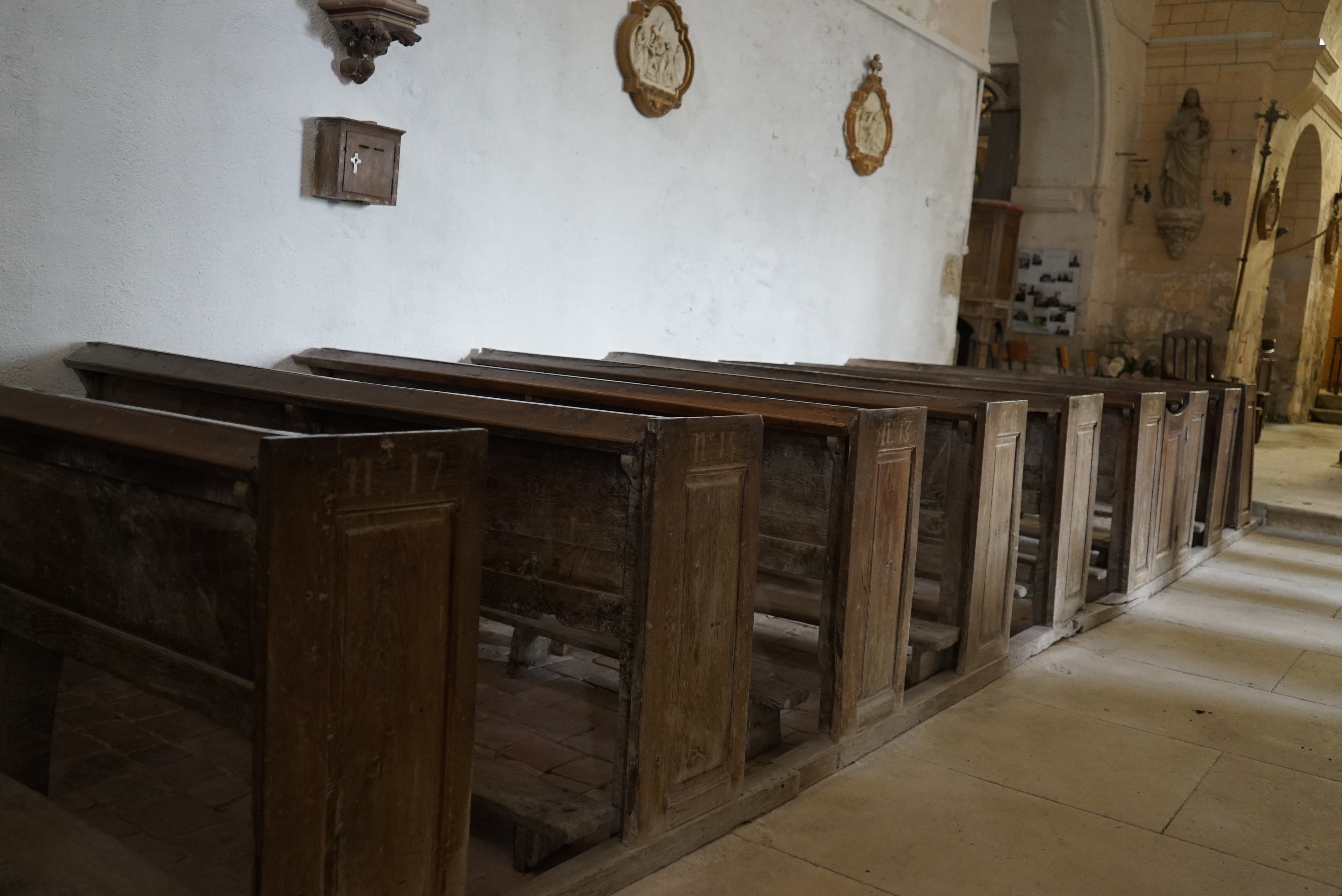
Les bancs de l'église.

À Vandières, il reste de l'Ancien Régime plusieurs châteaux ou maisons seigneuriales :
- celle de la famille Drouart, dans le bas du village avec son parc, proche du calvaire ;
- celle qui jouxte l'église avec son ancien pigeonnier ;
- celle de la famille de la Presle, en face de la mairie ;
- le château de Vandières, édifié au XVIe siècle[78]. Il est la résidence de la famille Desrousseaux de Vandières, depuis son acquisition le 1er mai 1816 par le gentilhomme verrier, Joseph-Auguste Desrousseaux[79]. À la suite de cette acquisition, le château est remanié dans un style Renaissance. Il entièrement restauré  après les dommages de la Première Guerre mondiale. Son vaste parc à l'anglaise est réalisé au XIXe siècle par le l'architecte-paysagiste Jacques Lalos[78].

Parmi les autres monuments de Vandières, on trouve :
- la mairie-école de 1844, profondément remaniée à la suite des destructions de la Première Guerre mondiale[80] ;
- l'ancien hôtel-Dieu, dont il reste les remparts[75] ;
- les quatre lavoirs, dont trois lavoirs semi-ouverts (le lavoir de la Fontaine des Morts, édifié en 1833 dans la rue principale ; le lavoir de la Tuilerie construit en 1862 et reconstruit en 1923 ; le lavoir de Trotte construit en 1869 et reconstruit en 1923) et un lavoir fermé (le lavoir Gamache de 1855)[81] ;
- plusieurs croix de chemin[75] ;
- les tombes de soldats français et britanniques (1914-1918) ;
- le monument aux morts.

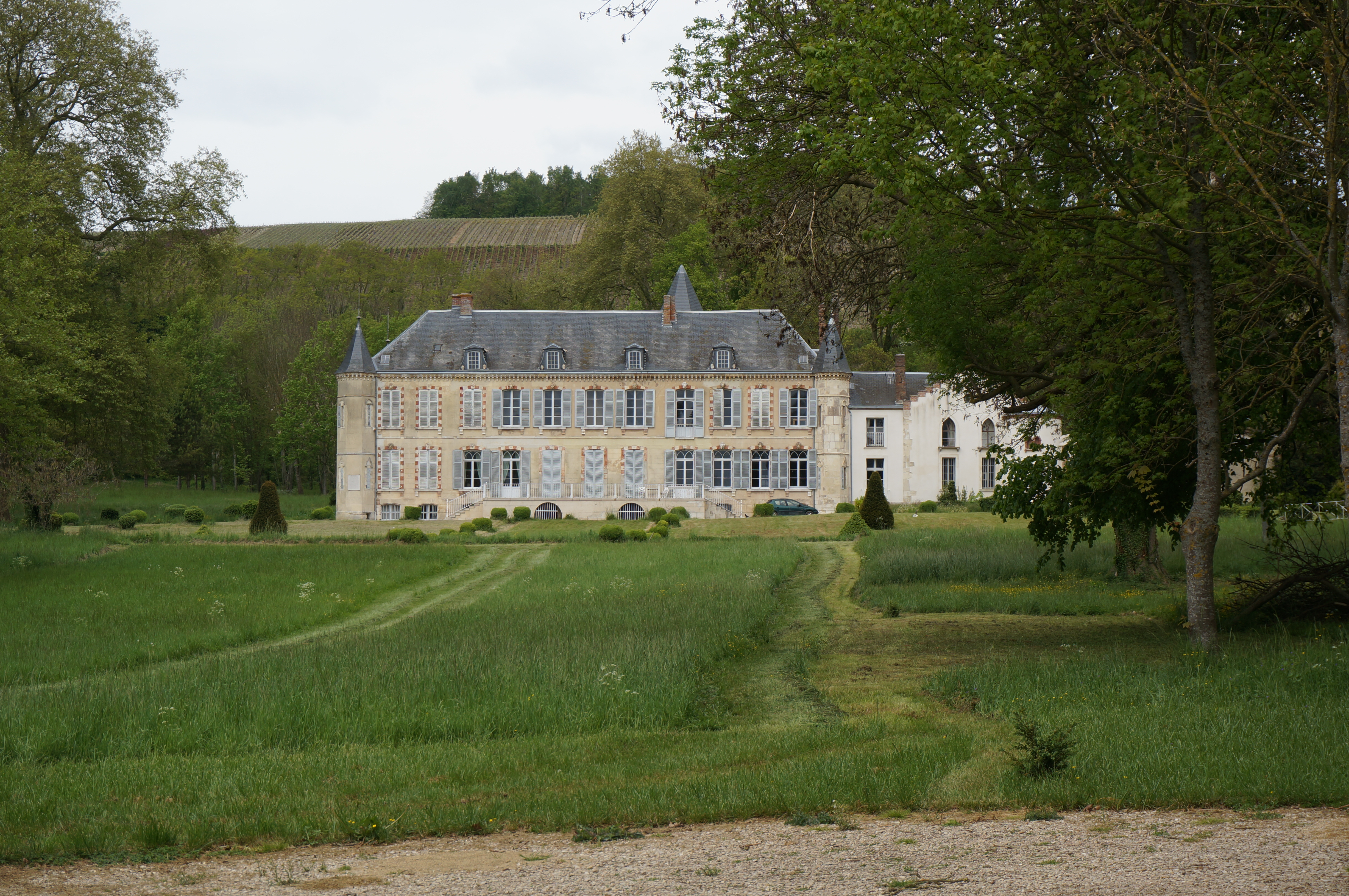
Le château de Vandières et son parc.
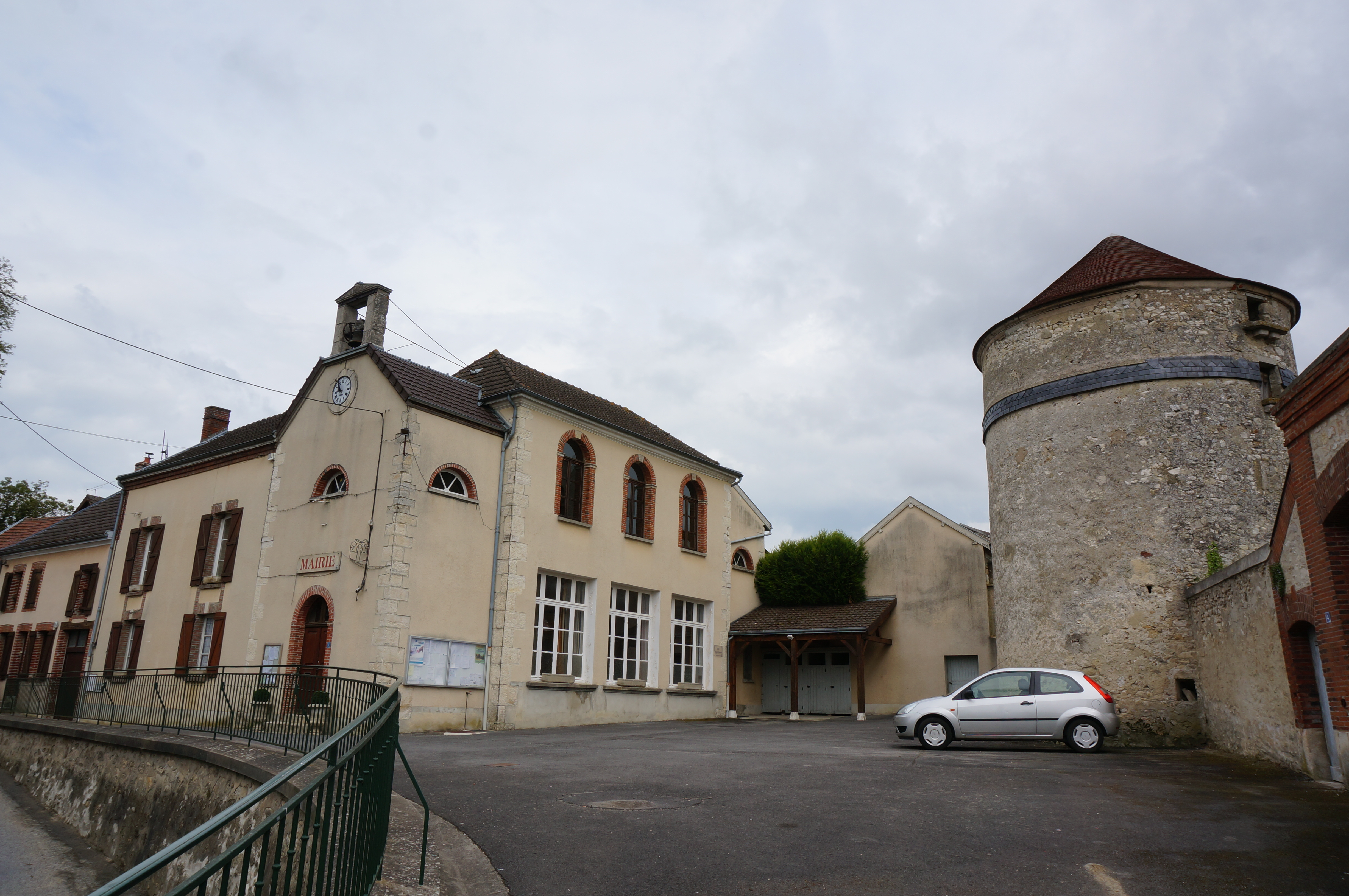
La mairie et l'ancien pigeonnier.
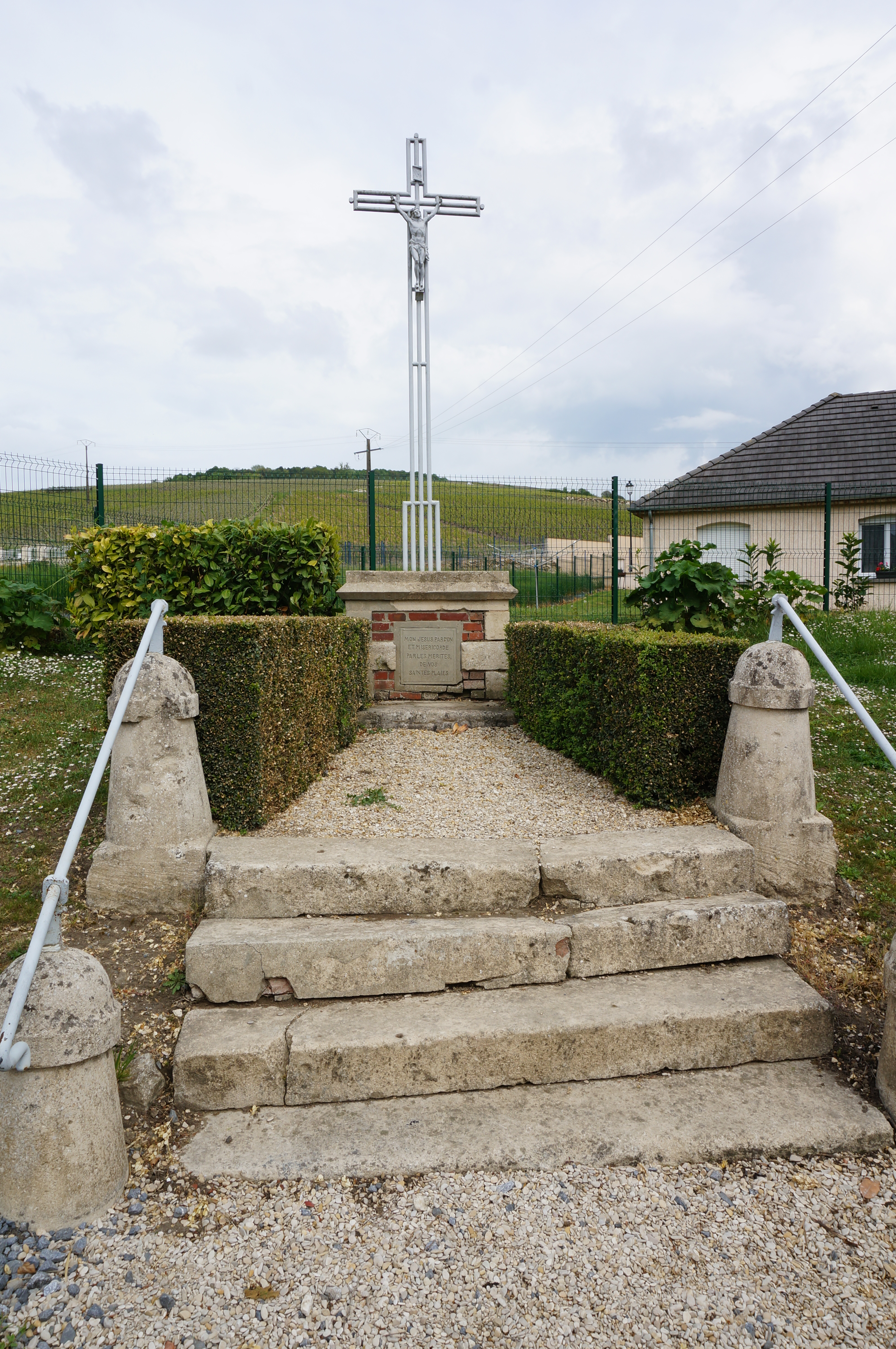
Une croix de chemin.

### Héraldique
| Blason de Vandières | Blason  | Tiercé en pairle renversé: au 1 d'azur à la bande d'argent côtoyée de deux doubles cotices potencées contre-potencées d'or, au 2 de gueules à un griffon d'or, au 3 d'or à un cep de vigne de tenné, feuillé et fruité de sinople, tuteuré de sable et brochant sur une trangle ondée d'azur en pointe. |
| Blason de Vandières | Détails | Créé par JF Binon. Adopté le 14 janvier 2025. |

### Personnalités liées à la commune
- Joseph-Auguste Desrousseaux (1753-1838), homme politique.
- Édouard-Auguste Desrousseaux (1833-1887), homme politique, né à Vauxbuin, décédé à Paris, à l'âge de 43 ans. Il est le petit-fils de Joseph-Auguste Desrousseaux. Maire de Vandières au moment difficile de la guerre de 1870 et de l'occupation prussienne qui a suivi, conseiller général de la Marne. Il est possesseur du château et un bienfaiteur de l'église Saint-Martin de Vandières. Chevalier de la Légion d'honneur.